# Sobótka (Basse-Silésie)
Sobótka (en allemand : Zobten) est une ville de Pologne, située dans le sud-ouest du pays, dans la voïvodie de Basse-Silésie. Elle est le chef-lieu de la gmina de Sobótka, dans le powiat de Wrocław.

## Géographie
La ville se situe dans la région historique de Basse-Silésie, au pied du mont Ślęża (718 m), une butte-témoin au nord des Sudètes. Le territoire communal est traversé par la rivière Czarna Woda, un affluent de la Bystrzyca.
Sobótka se trouve à environ 30 kilomètres au sud-ouest de Wrocław et à 15 kilomètres au nord-est de Świdnica.

## Histoire
La région autour de Sobótka a été habitée depuis l'époque préhistorique. Dans l’âge du bronze déjà, un sanctuaire des Boïens se trouvait au sommet du mont Ślęża ; dans l'antiquité, les Sillings s'installent ici. Au VIIe siècle, des tribus slézanes sont venus. Dès le Xe siècle, la zone faisait partie du royaume de Pologne sous la dynastie des Piast.
En 1128, le noble Piotr Włostowic, comte palatin du duc Boleslas III de Pologne, a fondé un couvent des chanoines réguliers de saint Augustin au pied du mont Ślęża, une filiale de l'abbaye d'Arrouaise. Le monastère a été transféré vers l'église Sainte-Marie-sur-le-Sable à Wrocław en 1134 ; néanmoins, les chanoines maintient la seigneurie sur le domaine. 
La place marchande de Sabath (« samedi »), plus à l'est, fut mentionné pour la première fois dans une bulle du pape Eugène III de 1148. Le droit de tenir marché est confirmé par Boleslas Ier le Long, duc de Silésie, en 1193. En 1221, son fils et successeur, Henri Ier le Barbu concéda aux citoyens le privilège urbain selon le droit de Magdebourg.
Après la renonciation par le roi Casimir III le Grand, selon le traité de Trenčín conclu en 1335, la Silésie devient un fief de la couronne de Bohême. Les droits urbains sont confirmés par le roi Venceslas IV en 1399. La ville fut dévastée pendant les croisades contre les hussites ; elle connaît un nouvel essor sous le règne de la maison de Habsbourg à partir de 1526, mais fut détruite encore une fois dans la guerre de Trente Ans. 

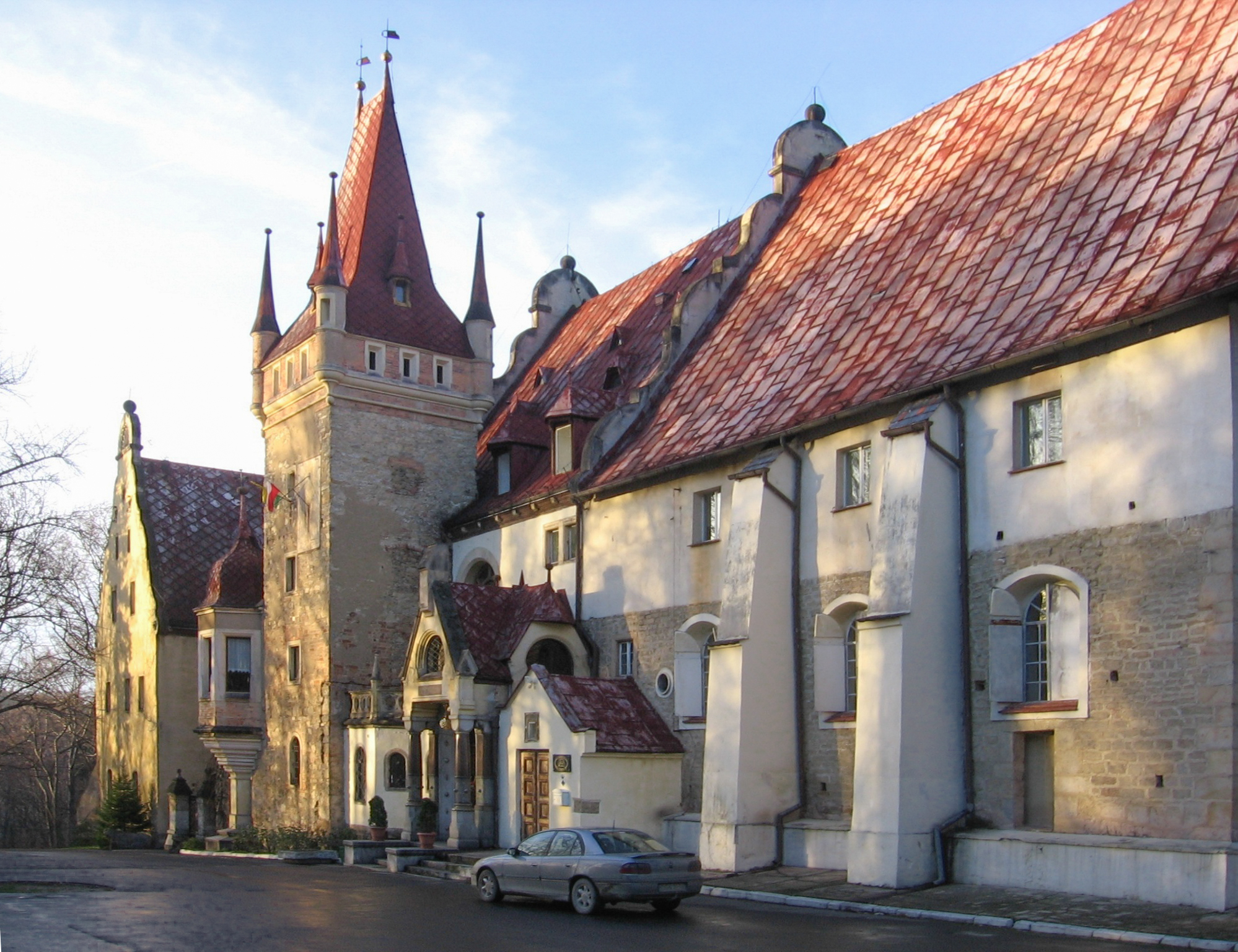
Château de Górka.

Après la première guerre de Silésie, en 1742, la plupart de la Silésie est annexée par le royaume de Prusse. Le territoire des chanoines augustins fut sécularisé sur ordre du roi Frédéric-Guillaume III en 1810 ; leur manoir au quartier de Górka (Gorkau) a été cédé à la famille von Lüttwitz. Jusqu'en 1945, Zobten fait partie de l'arrondissement de Breslau dans le district de Breslau au sein de la province de Silésie.
La ville fut conquise par l'Armée rouge à la fin de la Seconde Guerre mondiale puis rattachée à la république de Pologne et renommée Sobótka. La population germanophone restante était expulsée.

## Jumelages
La ville de Sobótka est jumelée avec :
- Berga/Elster (Allemagne) depuis 2000
- Sobotka (Tchéquie) depuis 2004
- Gauchy (France) depuis 2004

## Personnalités liées à la commune
- Tadeusz Dolny (né en 1958), joueur de football.